# I'd Come for You
«I'd Come for You» —en español: «Vendría por ti»— es el cuarto sencillo del sexto álbum de estudio de la banda canadiense Nickelback Dark Horse. Fue confirmado en enero de 2009 cuando la filmación del vídeo musical fue anunciado. Es una balada potente como sus éxitos anteriores: Far Away, If Everyone Cared. Fue lanzado oficialmente como sencillo el 23 de marzo de 2009.

## Vídeo musical
En una entrevista, Chad Kroeger mencionó que la banda quería a Kevin Costner como uno de los protagonistas del vídeo interpretando al papá. Costner pidió a Kroeger estar en uno de sus vídeos cuando ellos se conocieron. Pero al llegar la filmación del vídeo le fue imposible realizarlo.
Jessa Danielson, Don Broach y Craig Anderson fueron los protagonistas del vídeo. Fue filmado en enero de 2009 con la colaboración de Nigel Dick como director del vídeo. El vídeo fue lanzado el 23 de marzo de 2009 en Canadá. En el vídeo se muestra a un padre que llega a su casa y se da cuenta de que su hija salió a una cita con su novio. Más tarde el novio intenta abusar sexualmente de ella. La hija frenética le manda un mensaje a su padre con el número "77", en la casa se ve una fotografía del padre con su hija en un campo de Béisbol, teniendo una camiseta con el número 7 cada quien, que al juntarles parece un "77". Al ver el mensaje, el padre se da cuenta de que su hija puede tener un problema y se dirige a buscarla. Llega a tiempo al automóvil donde se encontraban los jóvenes, el padre furioso golpea al novio de su hija un par de veces, y luego ellos se marchan.

## Lista de canciones
1. "I'd Come For You" (Versión del álbum)
2. "I'd Come For You" (Versión editada)

### Lista de canciones alemana
1. "I'd Come For You" (Editasa)
2. "Far Away" (en vivo desde Sturgis en 2006)

## Posiciones en la lista
"I'd Come for You" tuvo éxito en las listas antes de ser lanzado como sencillo. Después del lanzamiento de Dark Horse la canción llegó al número 14 de la iTunes Store en Estados Unidos]]. Debutó en el número 44 de Billboard Hot 100. En la misma semana debutó en el Canadian Hot 100 en el número #53, semanas después alcanzó el número 29

### Listas
| Listas (2008–09)     | Máxima posición |
| -------------------- | --------------- |
| Australia            | 22              |
| Austria              | 37              |
| Bulgaria             | 39              |
| Canadian Hot 100     | 29              |
| República Checa      | 41              |
| Holanda              | 20              |
| Alemania             | 39              |
| Eslovenia            | 72              |
| Suiza                | 38              |
| Reino Unido          | 67              |
| Reino Unido, Rock    | 1               |
| US Billboard Hot 100 | 44              |